# Walter García
Francisco Walter García Carro (Santander, Cantabria, 21 de mayo de 1965), conocido como Walter García, es un locutor radiofónico español.

## Biografía
Antes de iniciar su carrera en medios de comunicación.
Sin estudios, se hizo muy conocido por vender donuts en la capital cántabra. 
Ocupó la jefatura de deportes de Onda Cero en Cantabria entre los años 1990 y 2000. Dirigió y presentó diversos espacios en distintas televisiones regionales, entre los que cabe destacar El rincón de Walter y La grada. Fue columnista de El Diario Montañés y Marca. 
Trabajó durante muchos años en Deportes de la Cadena COPE en Cantabria, donde dirigía su propio programa, La hora de Walter, en el que repasaba la actualidad deportiva, haciendo especial hincapié en todo lo relacionado con el Racing de Santander. En su programa colaboraba gente popular como el cómico Félix Álvarez, el exjugador racinguista Tuto Sañudo o el periodista Claudio Acebo. Hasta 2010 fue contertulio del programa El Tirachinas, que dirigía José Antonio Abellán y emitía la COPE para toda España.
En 2010, tras la reestructuración a nivel nacional del equipo de Deportes de la COPE posterior al fichaje por parte de la cadena episcopal de Paco González y Pepe Domingo Castaño, La hora de Walter se reubicó en la emisora Rock & Gol. García compaginó dicho programa con intervenciones habituales en un espacio regional de debate sociopolítico. En octubre de 2010, Walter rescindió su contrato con la COPE.
En 2008 escribió un libro junto a Félix Álvarez titulado Marcelino, UEFA y vino, sobre la exitosa temporada 2007/08 del Racing de Santander.
El 16 de agosto de 2011 se hace público su nueva andadura en Radio Mix. Su nuevo programa empezó el 5 de septiembre de 2011 de lunes a viernes de 15:00 a 19:00.
También dirigió un programa deportivo en esRadio desde el 5 de septiembre de 2011 hasta julio de 2012, desde la media noche hasta la 1 de la madrugada, se llamó "es Libre y Directo" junto a los componentes de "El Grupo Risa".